# Gianni Versace (azienda)
Gianni Versace S.r.l. è un'azienda italiana di alta moda e abbigliamento, con sede a Milano, fondata nel 1978 dallo stilista reggino Gianni Versace e condotta negli anni successivi dopo la sua morte dalla famiglia: il fratello Santo Versace e la sorella Donatella Versace.
La figlia di Donatella, Allegra Versace Beck, è l'azionista di controllo avendo ricevuto in eredità la quota dello zio Gianni.
Nel settembre 2018 l'azienda è stata ceduta al gruppo Michael Kors Limited, per passare nel gennaio 2019 a Capri Holdings Limited per $2,12 miliardi per essere poi rilevata ad aprile 2025 a Prada S.p.A. per $1,375 miliardi.

## Storia

### Gli inizi
Gianni Versace lavorò fin da piccolo al fianco della madre nella sartoria di famiglia,, fino al 5 febbraio 1972, giorno in cui lasciò la città di Reggio Calabria, per trasferirsi a Milano dove inizialmente disegna alcune collezioni per Florentine Flowers. Nello stesso anno collaborò con De Parisini di Santa Margherita e il nome di Gianni Versace cominciò a circolare fra gli addetti al lavoro negli ambienti della moda. Nel 1976 a Milano arrivò Santo Versace, fratello maggiore di Gianni, laureato in economia e commercio, in possesso di uno studio a Messina. I due fratelli, insieme a Claudio Luti, decisero di aprire una azienda che col nome di Gianni. Già nel marzo del 1978 la prima collezione Versace sfilò a la Permanente di Milano, riscuotendo grande apprezzamento.
Al 1979 risale l'inizio di un'importante collaborazione dell'azienda con il fotografo Richard Avedon, che firmerà alcune delle più celebri campagne pubblicitarie del marchio. In seguito Versace si affiderà per i propri lavori ad altri importanti fotografi come Helmut Newton, Bruce Weber, Steven Meisel e Herb Ritts. Grande attenzione venne rivolta nei confronti della ricercatezza dei materiali ed i suoi accostamenti inconsueti. Nel frattempo le collezioni Versace diventarono sempre più rivoluzionarie e spregiudicate: nel 1981, furono presentati futuristici abiti in maglia metallica mentre alla fine degli anni ottanta venne presentato un look in stile bondage, che fece gridare allo scandalo i mass media. Ciò nonostante nell'aprile del 1995 la rivista Time lo nominò uomo del momento. Nel 1988 entrò nell'azienda la sorella minore di Gianni e Santo, Donatella, a cui venne affidata la direzione del marchio Versus, la linea Versace più giovanile. Nel 1991 nacque il marchio Versace Signature e nel 1993 Versace Home Collection, dedicata al design di interni. All'inizio degli anni novanta venne sviluppato anche il progetto Atelier sperimentale laboratorio per la realizzazione di collezioni d'alta moda, presentati per la prima volta, nel gennaio 1990 a Parigi. Dal 1988 le linee Versus, Versace Jeans Couture e Versace Jeans Signature vengono distribuite su licenza dalla IT Holding. Nel 1993 venne diagnosticato allo stilista una rara forma di cancro nella parte interna dell'orecchio. Versace riuscì a riprendersi dal cancro, ma in seguito a tale esperienza decise di affidare parte dei suoi affari ai propri famigliari. Il 50% resta a Gianni, le restanti quote appartenevano al 30% a suo fratello maggiore, Santo ed il restante 20% alla sorella più giovane, Donatella.
Il celebre simbolo di Medusa venne scelto da Gianni dopo essere rimasto affascinato dal ritrovamento di una testa del noto mostro della mitologia greca, durante degli scavi archeologici nella sua città natale (Reggio Calabria).

### La morte di Gianni Versace

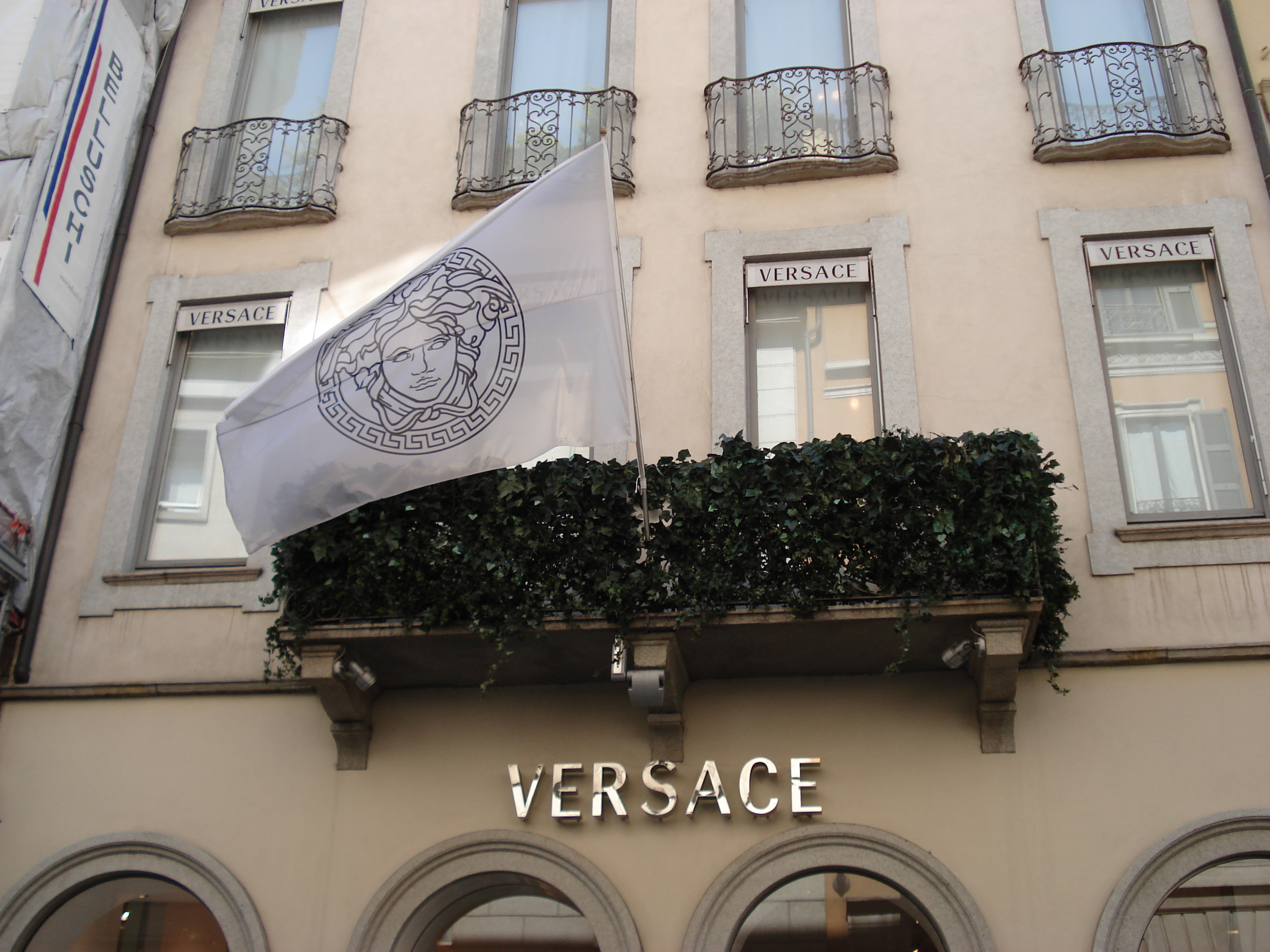
Negozio Versace a Milano

Animazione della sneaker Chain Reaction

Il 15 luglio 1997 l'azienda ed il mondo intero furono sconvolti dalla notizia della morte di Gianni Versace, assassinato nella propria villa a Miami Beach, da Andrew Cunanan. La morte dello stilista, che lasciò tutta la sua quota alla nipote Allegra di 11 anni, portò una inevitabile crisi economica del marchio, fino all'arrivo nell'azienda nel 2004 di Giancarlo Di Risio, nominato amministratore delegato del gruppo, che riorganizzò l'azienda, eliminando alcune licenze e tagliando alcuni costi. Anni dopo Santo Versace dichiarerà "Ci abbiamo messo due anni per riprenderci dalla sua morte. Ma Gianni non è veramente morto, possiede oggi la stessa forza di quando era vivo". Dopo la morte dello stilista, il posto di direttore creativo del brand passò a Donatella Versace. Nel 1998 venne organizzata un'esposizione postuma sullo stilista presso il Metropolitan Museum of Art di New York.
Nell'ottobre 2002 venne organizzata presso il Victoria and Albert Museum di Londra l'esposizione Gianni Versace at the VA, mostra dedicata alla vita ed alle opere dello stilista, a cura della scrittrice Claire Wilcox, autrice del libro The art and craft of Gianni Versace. Nel 2007 viene pubblicato il libro Il mito Versace dedicato alla vita della stilista, scritto da Minnie Gastel.
Dopo la crisi aziendale del 2001-2002, Fabio Massimo Cacciatori nel 2003 ne avviò il risanamento. Dal 2004 amministratore delegato del gruppo è l'isernino Giancarlo Di Risio, proveniente da IT Holding. Nel luglio 2009 fu nominato come amministratore delegato Gian Giacomo Ferraris proveniente da Jil Sander Group, creando le linee Versace Collection e Versace Jeans e portando l'azienda ad operare sia nell'alta moda che nel prêt-à-porter. Nel giugno 2016 arrivò Jonathan Akeroyd, che aveva ricoperto fino all'inizio di maggio 2016 la carica di CEO di Alexander McQueen.
Nel febbraio 2014 il 20% della controllante GiVi holding (il 30% in mano a Santo Versace, il 20% a Donatella Versace, il 50% a Allegra Versace Beck) fu acquisito dal fondo americano Blackstone Group per 210 milioni di euro, valutando la società un miliardo di euro.

### La cessione a Michael Kors
Nel settembre 2018 l'azienda fu acquisita interamente (l'80% della famiglia Versace e il 20% di Blackstone) dallo stilista e imprenditore americano Michael Kors per 1,83 miliardi di euro (2,12 miliardi di dollari). Donatella Versace rimase come direttore creativo della azienda; inoltre lei, la figlia e il fratello ricettero 150 milioni di euro in azioni di Capri Holdings. La decisione di vendere fu presa, dirà Donatella Versace, per far raggiungere al marchio "il suo maggiore potenziale". Jonathan Akeroyd rimase alla guida dell'azienda come amministratore delegato.  

## La cessione a Prada
Ad aprile 2025 l'azienda è stata acquisita da Prada S.p.A. per $1,375 miliardi.
Nel marzo 2025 Versace ha annunciato la nomina di Dario Vitale, ex di Miu Miu, alla carica di direttore creativo al posto di Donatella Versace che è passata al ruolo di Chief Brand Ambassador e si concentrerà sulle attività filantropiche.

### Creazioni iconiche
Nel 1994, in occasione della prima di Quattro matrimoni e un funerale, Versace disegnò per Elizabeth Hurley un abito che fu poi ricordato come uno dei migliori abiti della storia della moda: un lungo vestito nero trattenuto sui fianchi da delle spille da balia oro. Questa creazione diventerà iconica e sarà l'inizio dell'estetica neopunk del brand. Un'altra creazione iconica più recente fu il Jungle Dress disegnato per Jennifer Lopez per i Grammy Awards del 2000. L'abito fece talmente scalpore da essere cercato sul web da milioni di utenti, facendo sì che Google sperimentasse la ricerca di massa con numeri più alti fino a quel momento, il colosso informatico pensò in seguito a questa esperienza di creare un nuovo strumento: Google Immagini. Nel 2023 Donatella Versace e Dua Lipa crearono la collezione La Vacanza, presentata al Festival del Cinema 2023 di Cannes.

## Dati economici

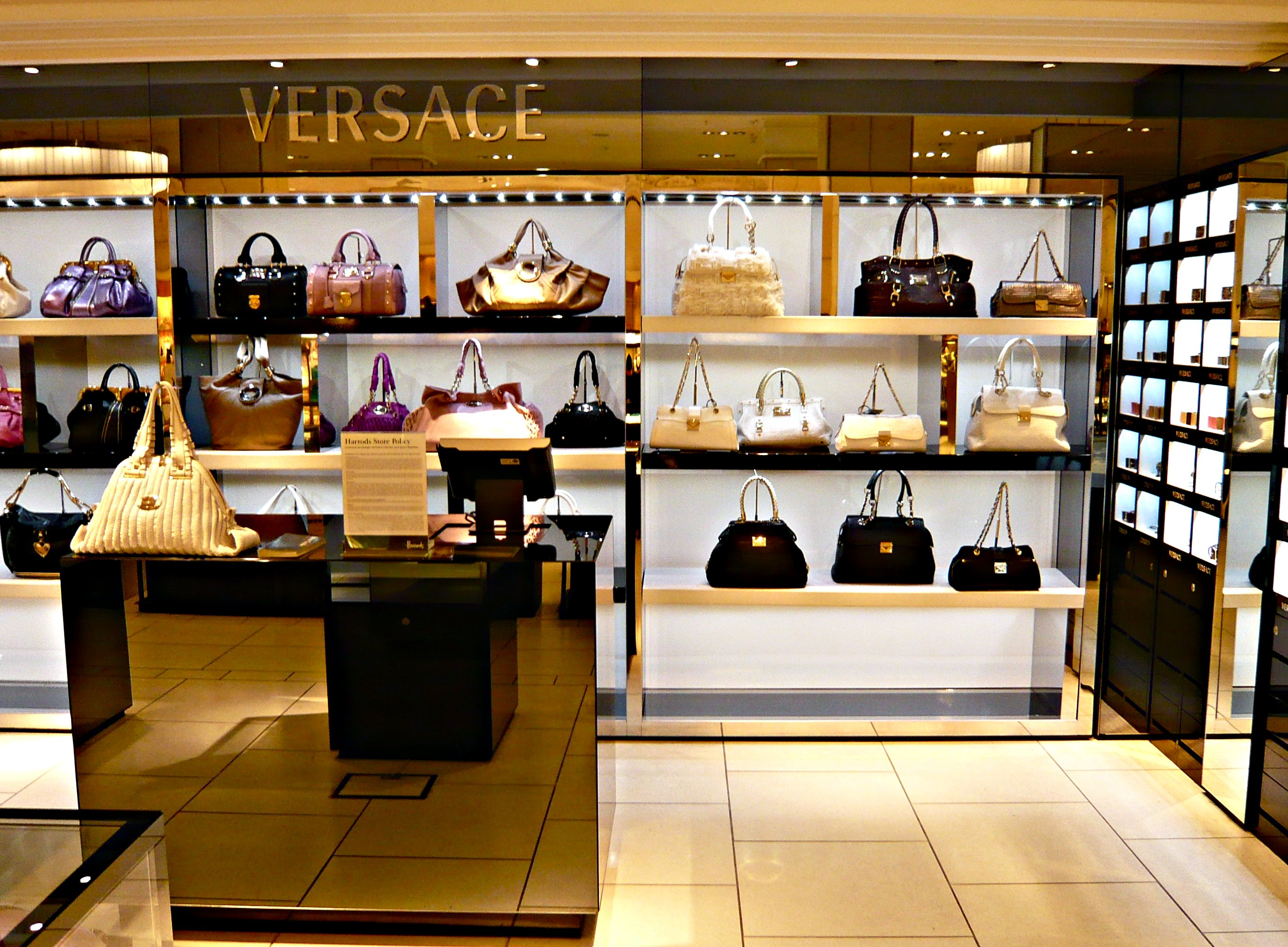
All'interno del negozio Versace con numerose borse firmate.

Nel 2016 la società registrò ricavi per 668,7 milioni di euro con un aumento del 3,7% rispetto ai 645 milioni del 2015, sebbene con  una perdita di 7,4 milioni rispetto all'utile di 15,3 milioni del 2015. Nel 2017 il fatturato era in linea con quello dell'anno precedente (668 milioni, -0,1%) mentre gli utili toccarono i 15 milioni rispetto ad una perdita di oltre 7 milioni nel 2016. Nel 2024 la società registrò ricavi per $1,030 miliardi (-6,9% sul 2023) con un utile di $25 milioni (-83,6% sul 2023).

## Marchi Versace
Sotto il marchio Versace vengono distribuite diverse linee di abbigliamento e marchi, Atelier Versace, Versace Jeans Couture, Versace Home Collection. La linea d'abbigliamento Versace, a cura di Donatella Versace viene presentata durante la settimana della moda di Milano. Versace dispone di una rete di 230 boutique e 638 punti vendita autorizzati in tutto il mondo.

### Atelier Versace
La linea di alta moda è prodotta sotto il nome di Atelier Versace e ha ripreso a sfilare nel secondo semestre 2012. Atelier Versace si è sempre contraddistinto per l'originalità delle sue creazioni, in tutta la vita del brand, e proprio per questo motivo è sempre stato scelto dalle star più originali. Angelina Jolie per il suo matrimonio con Brad Pitt ha fatto decorare il suo velo con i disegni dei suoi bambini.

### Versace Home Collection

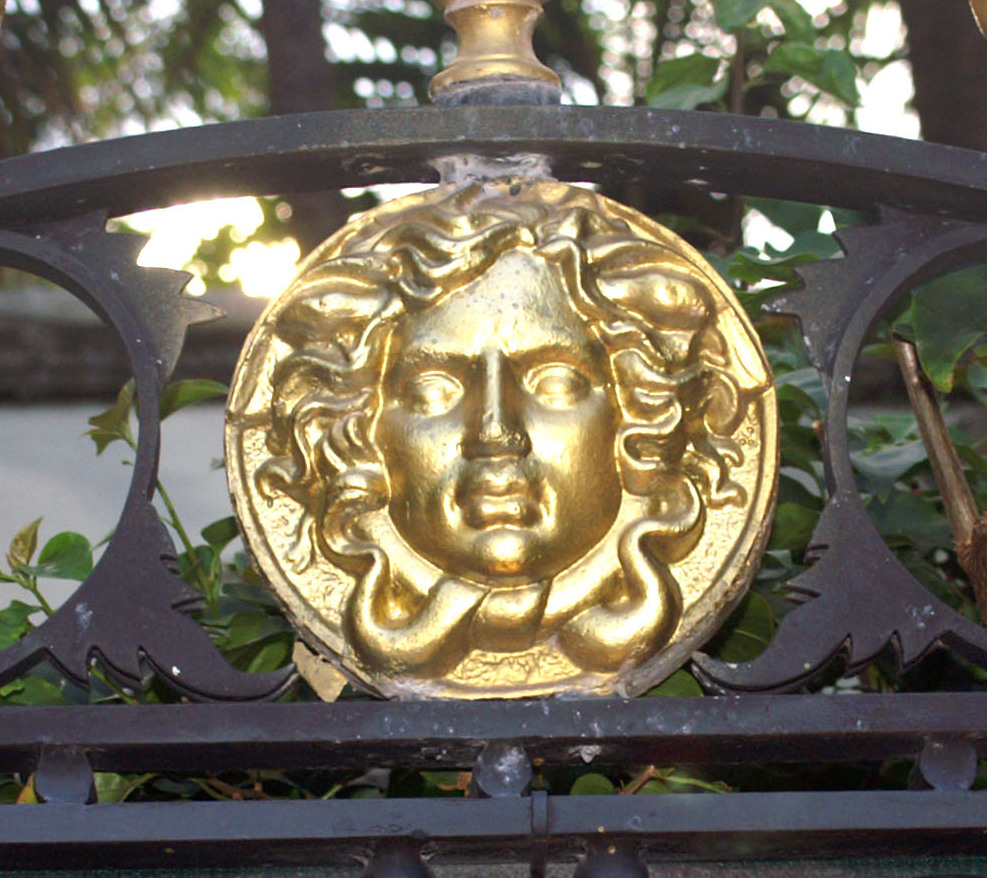
La tipica medusa logo dell'azienda, particolare del cancello della residenza di Gianni Versace a Miami Beach

Versace Home nacque nel 1992, inizialmente come collezione di tessuti per la casa, seguita poi dalle preziose collezioni di porcellana per la tavola, create in collaborazione con Rosenthal, dagli arredi e complementi, e dai progetti di interior design. Inoltre, Versace Home si fa espressione del lusso e del glamour della Maison nell'art de vivre contemporanea, interpretandola in Hotel&Resort di lusso e in prestigiose residenze private, appositamente progettati dall’Interior Design Studio della maison.  Per quanto riguarda invece le piastrelle e l'arredo-bagno, il licenziatario non è Rosenthal ma altra azienda che a causa delle pessime performance di vendita presentò al tribunale fallimentare una domanda di concordato preventivo. Nel 2019 chiuse il negozio Versace Home di via Borgospesso a Milano, era l'unico negozio monomarca dedicato esclusivamente alla linea home. Nel 2020 Versace firmò un accordo in licenza con cui affida la sua home collection a Lifestyle Design, la divisione italiana della americana Haworth group, che curerà la produzione, lo sviluppo e la distribuzione delle collezioni grazie a un network globale, all'interno di questi cambiamenti verrà aperto anche uno showroom in Via Durini a Milano.

### Versus
Versus è la linea del marchio Versace nata nel 1989 ed era licenziata dal gruppo Ittierre, la cui produzione era incentrata intorno ad una moda più giovanile rispetto a quella di Gianni Versace.
Dal 2009 Versus è in licenza al Gruppo Facchini che ne produce e distribuisce l'abbigliamento. Vengono inoltre prodotti occhiali, accessori e profumi. Versus fu disegnata da Christopher Kane dal 2009 alla s/s 2013. Dal 2015 a marzo 2016 il nuovo direttore creativo di Versus fu Anthony Vaccarello, dopo aver collaborato con il marchio nel settembre 2014.
Nel 2018, la linea confluì nell'etichetta Versace Jeans.

### Profumi

#### Fragranze Versace
- Versus blu (per uomo)
- Versus Red  (per donna)
- Gianni Versace (per donna)
- Yellow diamond (per donna)
- Bright Crystal (per donna)
- Versace Eros (per uomo)
- Versace Eros (per donna)
- Crystal Noir (per donna)
- Essences (per donna)
- The Dreamer (per uomo)
- Versace (per donna)
- Versace pour Homme (per uomo)
- Versace Essences (per donna)
- Versace L Homme (per uomo)
- Versace Man (per uomo)
- Versace Man Eau Fraiche (per uomo)
- Versace Woman (per donna)
- Versace Dylan Blue (per uomo)
- Versace Dylan Blue (per donna)
- Versace Dylan Turquoise (per donna)
- Versace Dylan Purple (per donna)

#### Fragranze Versace Jeans
- Versace baby blue jeans (per bambino)
- Versace baby rose jeans (per bambina)
- Versace Black jeans (per uomo)
- Versace Metal jeans (per uomo)
- Versace Green jeans (per uomo)
- Versace White jeans (per donna)
- Versace Yellow jeans (per donna)
- Versace Blue jeans (per uomo)
- Versace Red jeans (per donna)

### Orologi
Gianni Versace e Frank Muller lanciarono la prima linea di orologeria Versace nel 1994, con il nome Atelier, che ha ottenuto un buon riscontro, al punto che la linea di orologi si è espansa in una serie di prodotti che comprende anche articoli di gioielleria. Gli orologi Versace sono prodotti sotto licenza in Svizzera. Nel 2005 la Timex rilevò la licenza per la linea di orologi Versace, anche se la produzione è rimasta in Svizzera. Altro marchio aziendale di orologi è Versus.

### Alberghi
L'azienda è attiva anche nel settore alberghiero con il marchio Palazzo Versace luxury hotel,  con alberghi nella Gold Coast in Australia e a Dubai, dove nel 2020 fu inaugurato un hotel del marchio.

### Versace Jeans Couture
Nel 2018 nasce la linea Versace Jeans Couture in seguito alla chiusura della storica linea Versus che affluì in Versace Jeans. La linea presenta un Look misto fra i due brand e un carattere più giovanile sotto la direzione di Allegra Versace.

## Testimonial

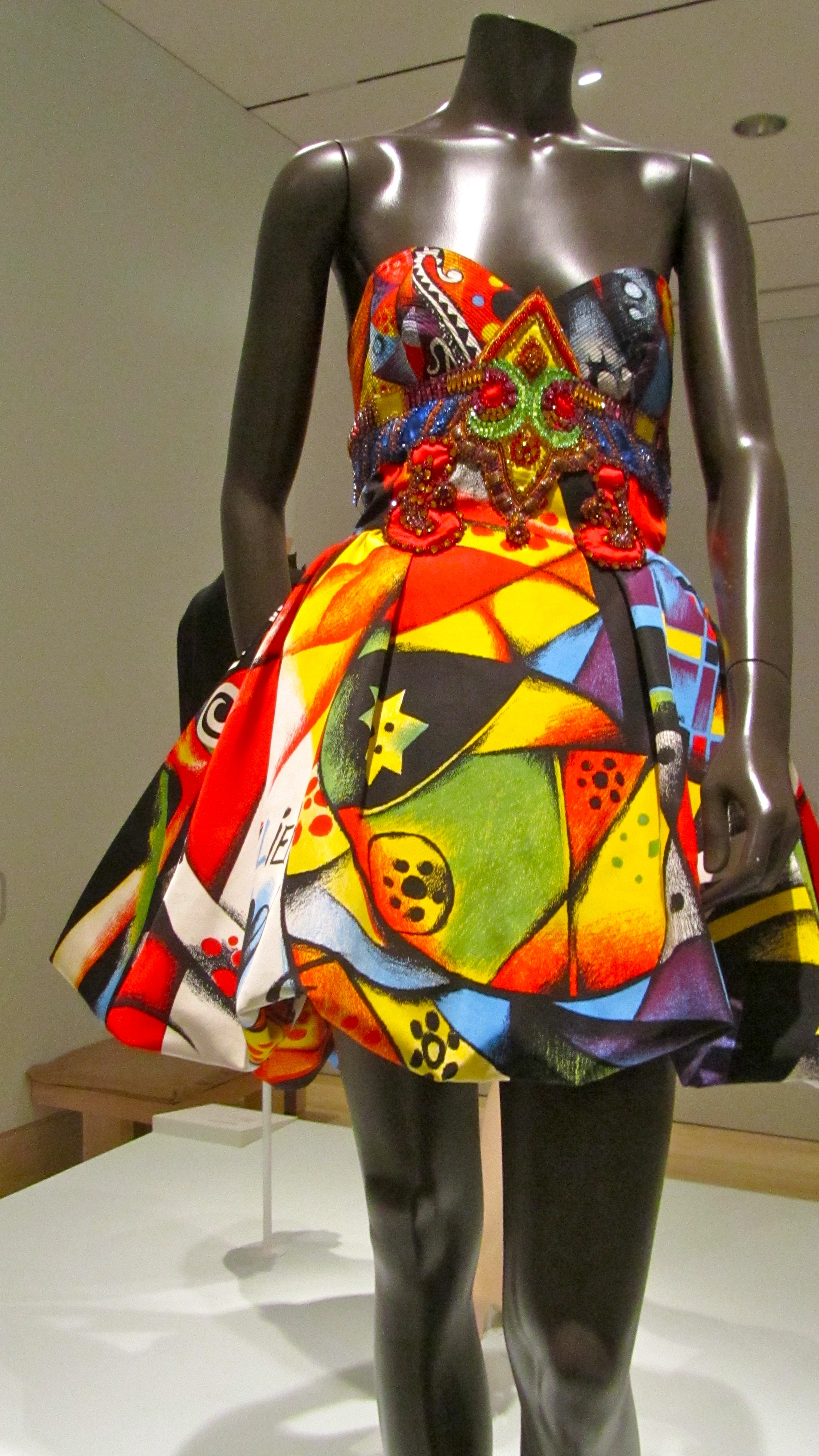
Un vestito di Gianni Versace

Versace ha da sempre annoverato fra i propri clienti importanti personaggi pubblici e celebrità. Tra il 1980 e il 1983 Loretta Goggi fu la prima artista italiana a sfoggiare abiti firmati da Gianni Versace, indossati in molte occasioni pubbliche e televisive.
Elton John, molto legato alla famiglia Versace, ha da sempre indossato gioielli firmati Versace, così come anche gli abiti di Lady Diana erano dello stilista, con il quale condivideva una forte amicizia e al quale si affidava per eventi di ogni tipo. Fra le altre celebrità che hanno indossato Versace in eventi pubblici si possono ricordare Beyoncé, Cindy Crawford (nel 1991 indossò il celebre vestito rosso), Elizabeth Hurley (nel 1994 indossò il famoso Safety Pin Dress) e Jennifer Lopez (nel 2000 indossò il famoso Jungle Dress) e molto spesso sceglie la maison per i suoi impegni mondani. Fra i volti noti ad aver prestato la propria immagine alle campagne pubblicitarie Versace si ricordano Madonna (nel 1995 e nel 2005), Ashton Kutcher, Kevin Richardson, Demi Moore, Britney Spears, Christina Aguilera, Patrick Dempsey, Jonathan Rhys Meyers, il gruppo musicale The Corrs, Halle Berry e Lady Gaga (nel 2014). Fra i modelli ad aver sfilato per Versace si possono citare Carolyn Murphy, Angela Lindvall, Daria Werbowy, Miriam Escott IV, Christy Turlington, Gisele Bündchen, Kate Moss, Tuki Brando, Graham Love e Joel West. Nel luglio del 2011 Lady Gaga indossò per un intero mese abiti vintage, abiti dell'ultima collezione e accessori esclusivamente della griffe. Anche nel video The Edge of Glory indossò una mise firmata Versace.
Nel 2020 la cantante Elodie portò al festival di Sanremo 2020 il marchio Versace, indossandolo sia al red carpet che per tutte e quattro le sue esibizioni; lo sfoggerà anche sul red carpet del festival del cinema di Venezia.

## Distribuzione
Versace conta 81 boutique monomarca in tutto il mondo. Nell'America del nord, i negozi Versace sono ad Atlanta, Bal Harbour, Beverly Hills, Dallas, Houston, Las Vegas, New York, South Coast Plaza, Tysons Galleria e Vancouver. Altri negozi presenti a Montréal, San Francisco, Boston, Orlando, Chicago, Chevy Chase, Filadelfia, e Maui, fra gli altri, sono stati chiusi. Esistono inoltre altri 123 punti vendita Versace all'interno di grandi magazzini come Neiman Marcus, Bergdorf Goodman e Saks Fifth Avenue.
Tuttavia la maggior parte della distribuzione Versace è concentrata in Europa ed Asia. Città come Londra, Parigi, Mumbai, Hong Kong, Tel Aviv, São Paulo e Tokyo contano più di un negozio del marchio. In Italia le boutique Versace si trovano a Capri, Milano, dove è rimasto un solo negozio in via Montenapoleone, Bologna, Roma (due negozi), Venezia e Firenze.

## Sport
Versace, dalla stagione 2009-2010 fino alla stagione 2012-2013 ha vestito i calciatori e il personale dell'Inter, squadra per cui la famiglia fa il tifo, come rimarcato in più occasioni da Santo e Donatella Versace.